# Magica
Magica – rumuński zespół łączący w swych utworach różne gatunki metalu, dominuje tu szczególnie symfoniczny power metal i gothic metal.
Pierwsza płyta opowiada historię księżnej Almy, której dusza skradziona została przez demona.
Aby wyzwolić się z przekleństwa rozpoczyna poszukiwanie sekretnego dokumentu. Większość utworów jest zaśpiewana w języku angielskim, oprócz 2 pieśni wykonywanych w języku rumuńskim (Daca i E Magic), część wersów w innych utworach także jest wykonywana w tym języku. Teksty i kompozycje większości utworów zostały napisane przez gitarzystę Costeę.
Magica została uznana przez czytelników pisma Heavy Metal Magazine najlepszy nowo powstały zespół 2002 roku. Drugi album Lightseeker został opublikowany w październiku 2004 przez francuską wytwórnię Underclass Music i w USA przy Divenia Records. Zespół zagrał liczne koncerty, między innymi we Francji, podczas trasy Magica zagrała wraz z holenderskim zespołem After Forever.
Inspiracją dla członków zespołu są formacje Rhapsody of Fire, Nightwish i Helloween.

## Dyskografia
- 2002 The Scroll of Stone (Sigma Records)
- 2004 Lightseeker (Divenia Records)
- 2007 Hereafter
- 2008 Wolves and Witches
- 2010 Dark Dairy